# Eisenbahngesetz vom 20. März 1918
Das dänische Eisenbahngesetz vom 20. März 1918, Gesetz Nr. 185 über verschiedene Privatbahnbauten (dänisch Jernbaneloven af 20. marts 1918 - Lov nr. 185 om forskellige privatbaneanlæg), war eines der drei großen Eisenbahngesetze Dänemarks von 1894, 1908 und 1918, mit denen Bau und Betrieb der meisten dänischen Privatbahnen genehmigt wurden. Des Weiteren wurde 1924 ein Gesetz erlassen, welches die Bahnstrecken in dem bis zur Volksabstimmung in Schleswig 1920 zu Deutschland gehörenden Teil Sønderjyllands – Nordschleswig – betraf.

## Bestimmungen
Für den Bau von Privatbahnen konnten die im Gesetz genannten Strecken bis zum 1. April 1925 für den Bau und den Betrieb reserviert werden. Die gleiche Frist galt für die noch ausstehenden Projekte aus dem Eisenbahngesetz vom 27. Mai 1908. Der Staat würde die Hälfte und im Einzelfall bis zu zwei Drittel der jeweiligen Baukosten für die Strecken übernehmen.
Nur neun der im Gesetze aufgeführten 42 Projekte wurden abgeschlossen. In den 1920er Jahren begannen Autos die Konkurrenten der Eisenbahnen zu werden, sowohl im Personen- als auch im Güterverkehr. Eine Eisenbahnkommission, die am 12. Mai 1923 gegründet wurde, um die Projekte zu bewerten, stellte in ihrem Bericht von 1925 fest, dass die meisten von ihnen mit Blick auf die aussichtslose Wirtschaftslage aufgegeben werden sollten.

## Projekte
1. Schmalspurbahn von Nexø über Ibsker und Svaneke nach Østermarie - nicht gebaut
2. Schmalspurbahn von Gudhjem nach Rø - nicht gebaut
3. Bahnstrecke Rudkøbing–Lohals von Lohals zu einem Punkt der Bahnstrecke zwischen Rudkøbing und Spodsbjerg - nicht gebaut
4. von Holbæk nach Vedde, östlich von Åmosen - nicht gebaut
5. von Nakskov nach Rødby
6. von Maribo nach Torrig
7. Bahnstrecke Rødby–Nysted von Rødby nach Nysted - nicht gebaut
8. von Haslev über Orup nach Faxe Ladeplads - nicht gebaut
9. von Tappernøje über Orup und Faxe nach Tokkerup - nicht gebaut
10. von Stubbekøbing über Nørre Alslev nach Guldborg - nicht gebaut
11. von Næsby über Søndersø nach Farstrup - nicht gebaut
12. von Otterup nach Krogsbølle - nicht gebaut
13. Bahnstrecke Frederikshavn–Østervraa von Østervrå nach Frederikshavn - nicht gebaut
14. Bahnstrecke Aars–Arden von Års nach Arden - nicht gebaut
15. Bahnstrecke Arden–Øster Hurup von Arden zu einem Punkt an der Bahnstrecke Aalborg–Hadsund, eventuell nach Øster Hurup - nicht gebaut
16. Bahnstrecke Skelund–Als–Øster Hurup von Skelund nach Als, eventuell nach Øster Hurup - nicht gebaut
17. von Lemvig nach Struer - nicht gebaut
18. von Nørre Omme nach Holstebro
19. von Viborg nach Fårup
20. von Vejle nach Uldum, eventuell mit Übernahme und Umbau der Strecke von Uldum nach Tørring - nicht gebaut
21. von Branden (Anlegestelle) am Fursund über Sundsøre nach Lyby oder Jebjerg - nicht gebaut
22. von Hobro nach Ørum, eventuell nach Rødkærsbro - nicht gebaut
23. von Ørting nach Gylling - nicht gebaut
24. von Esbjerg nach Agerbæk - nicht gebaut
25. von Esbjerg nach Oksbøl - nicht gebaut
26. von Sønder Omme über Ølgod nach Lunde oder Nørre Nebel - nicht gebaut
27. von Sjørring nach Vorupør - nicht gebaut
28. von Holsted nach Donslund - nicht gebaut
29. Bahnstrecke Sebbersund–Løgstør–Overlade von Overlade über Løgstør nach Sebbersund, eventuell nach Nibe - nicht gebaut
30. Bahnstrecke Brønderslev–Blokhus von Brønderslev nach Blokhus - nicht gebaut
31. Bahnstrecke Aalborg–Nørager von Aalborg nach Nørager - nicht gebaut
32. von Gandrup nach Hals, eventuell nach Hou - nicht gebaut
33. von Møns Klint nach Stege, eventuell nach Hårbølle mit eventuell einer Nebenbahn nach Koster - Übertrag aus dem Eisenbahngesetz vom 27. Mai 1908, in dem die Nebenbahn nicht enthalten war - nicht gebaut
34. von Bryrup nach Silkeborg mit dem zugehörigen Umbau der Bahnstrecke Horsens–Bryrup auf Normalspur – Übertrag aus dem Eisenbahngesetz vom 27. Mai 1908, wo die Strecke an einem Punkt an der Funder–Bramming banen enden sollte
35. von Rask Mølle über Åle, Klovborg und Nørre Snede nach Ejstrup mit dem zugehörigen Umbau der  Horsens–Tørring Banen in Normalspur
36. Verlängerung der Kjellerup–Rødkærsbro Jernbane über Hindbjerg–Hinge–Lysbro nach Silkeborg
37. von Nykøbing Mors nach Karby, eventuell Næssund, mit Nebenbahn nach Øster Assels - Übertrag aus dem Eisenbahngesetz vom 27. Mai 1908, dort führte die Strecke nach Næssund; - nicht gebaut
38. von Skive über Vestsalling nach Rødding - Übertrag aus dem Eisenbahngesetz vom 27. Mai 1908, wo sie als Elektrische Bahn geplant war
39. von Allingåbro über Ørsted nach Vivild, eventuell Fortsetzung über Nørager zu einer Station an der Ryomgård–Gjerrild Banen - nicht gebaut
40. von Torup über Kalø Vig nach Hornslet, eventuell zur geplanten Staatsbahn Aarhus–Randers - nicht gebaut
41. Umbau der Bahnstrecke Frederikshavn–Skagen von Schmalspur nach Normalspur
42. von Egtved nach Bindeballe mit Umbau der Kolding–Egtved Jernbane in Normalspur - nicht gebaut